# Mets-Willets Point
Mets–Willets Point, voorheen Willets Point-Shea Stadium, is een station van de metro van New York in het stadsdeel Queens.
Het station ligt aan de local en express-dienst van metrolijn 7. Het is gelegen aan Roosevelt Avenue tussen 114th Street en 126th Street nabij het stadion van de New York Mets, Citi Field en USTA Tennis Center, de locatie van de US Open. Het station heeft drie sporen, twee zijperrons en één eilandperron.
Van west naar oost:
34th Street-Hudson Yards · 
Times Square-42nd Street · 
42nd Street / Fifth Avenue-Bryant Park · 
Grand Central-42nd Street · 
Vernon Boulevard-Jackson Avenue · 
Hunters Point Avenue · 
45th Road-Court House Square · 
Queensboro Plaza · 
33rd Street-Rawson Street · 
40th Street-Lowery Street · 
46th Street-Bliss Street · 
52nd Street-Lincoln Avenue · 
61st Street-Woodside · 
69th Street · 
Roosevelt Avenue / 74th Street · 
82nd Street-Jackson Heights · 
90th Street-Elmhurst Avenue · 
Junction Boulevard · 
103rd Street-Corona Plaza · 
111th Street · 
Mets-Willets Point · 
Flushing-Main Street